# کادیلاک سی‌تی۵
کادیلاک سی‌تی۵ (به انگلیسی: Cadillac CT5) یک خودروی لوکس اندازه‌بزرگ است که توسط جنرال موتورز با نام تجاری کادیلاک تولید و به بازار عرضه می‌شود.